# Tose Proeszki
Todor "Tose" Proeszki (macedónul: Тодор „Тоше" Проески) (Prilep, 1981. január 25. – Újgradiska, 2007. október 16.) macedón popénekes volt. Az egyik legnépszerűbb előadó a balkáni térségben. Őt nevezték a "Balkán Elvisének".

## Élete
Proeszki Prilepben született, ami a mai Észak-Macedónia területén található. 12 évesen fedezték fel tehetségét, miután részt vett Szkopjéban a népszerű gyermek zenei fesztiválon a Zlatno Slavejcsen. 1997-ben lett ismert a nagyközönségnek a Pusti me dalával, Első lemeze 1999-ben jelent meg, Nekade vo nokjta (Valahol az éjszakában) címmel.
2000-ben részt vett az Eurovíziós Dalfesztivál macedón nemzeti döntőjén, ahol a harmadik helyen végzett az XXL együttes és Karolina Gocseva mögött. Ebben az időben jelent meg második albuma Szinot Bozsji (Isten fia) címmel.
2003-ban megnyerte a Belgrádban első alkalommal megrendezett Beovizija-t, amely a következő évtől Szerbia és Montenegró Eurovíziós nemzeti döntőjévé vált, ám ekkor még nem nyújtott számára részvételi lehetőséget a nemzetközi versenyen.
A következő évben a macedón tévé felkérte őt, hogy képviselje Macedóniát az isztambuli Eurovíziós Dalfesztiválon. Az elődöntőből tizedik helyen továbbjutva a döntőben tizennegyedik helyet ért el Life című dalával.
2004-ben ő lett az UNICEF jószolgálati nagykövete Macedóniában. Rendkívül népszerű előadónak számított a balkáni térség országaiban.
Halála nagyon fiatalon, huszonhat évesen érte, éppen a Zágráb–Felsőlipóc autópályán mentek Liljana Petrovity menedzserrel. Georgij Georgijevszki volt a sofőr, aki elaludt, a Volkswagen Touareggel beleütköztek egy teherautó hátuljába. Tose a helyszínen életét vesztette. Halála hírére Macedóniában nemzeti gyásznapot rendeltek el 2007. október 17-én.

## Lemezei
- 1999 - Некаде во ноќта (Nekade vo nokjta) - macedón
- 2000 - Синот божји (Szinot bozsji) - macedón
- 2003 - Ако ме погледнеш во очи (Ako me poglednes vo ocsi) - macedón
- 2003 - Ako me pogledaš u oči - szerb
- 2004 - Ден за нас (Den za nasz) - macedón
- 2004 - Dan za nas - szerb
- 2005 - По тебе (Po tebe) - macedón
- 2005 - Pratim te - szerb
- 2006 - Божилак (Bozsilak) - macedón
- 2007 - Игри без граници (Igri bez granici) - macedón
- 2007 - Igra bez granica - horvát
- 2009 - The Hardest Thing (posztumusz album)
- 2010 - Tose & Prijateli - Jos uvjek szanjam da szmo zajedno (posztumusz album)
- 2011 - Szo ljubav ot Tose (posztumusz album)